# Lepthyphantes lagodekhensis
Lepthyphantes lagodekhensis là một loài nhện trong họ Linyphiidae.
Loài này thuộc chi Lepthyphantes. Lepthyphantes lagodekhensis được Andrei V. Tanasevitch miêu tả năm 1990.